# Lasówka kasztanowogłowa
Lasówka kasztanowogłowa (Setophaga palmarum) – gatunek małego ptaka z rodziny lasówek (Parulidae), zamieszkujący Amerykę Północną.
Często potrząsa ogonem. Żeruje w niskich krzewach, podczas wędrówki na zachwaszczonych polach.

## Systematyka
Wyróżniono dwa podgatunki S. palmarum:
- lasówka kasztanowogłowa[4] (S. palmarum palmarum) – środkowa i południowo-środkowa Kanada.
- lasówka bagienna[4] (S. palmarum hypochrysea) – południowo-wschodnia Kanada i północno-wschodnie USA.

## Morfologia
Długość ciała 11,5–14,5 cm. Rozpiętość skrzydeł 20–21 cm. Masa ciała 7–13 g.
Wierzch głowy kasztanowaty; maska i grzbiet oliwkowobrązowe z ciemnymi kreskami, zielonożółty kuper. Na skrzydłach widoczne wąskie paski. Ogon ciemny z białymi rogami. Brew, gardło, góra piersi, pokrywy podogonowe żółte. Podgatunek S. p. palmarum ma szarobiały brzuch oraz dół piersi. Podgatunek S. p. hypochrysea jest od spodu jaskrawożółty. Oba mają kasztanowate kreski od spodu. Obie płci są podobne. Młode ptaki z wierzchu brązowe, żółte pokrywy podogonowe.

## Zasięg, środowisko
Borealne lasy iglaste, zadrzewione obrzeża błotnistych jezior; północno-środkowa i północno-wschodnia część Ameryki Północnej. Zimę spędza w wąskim pasie wzdłuż południowo-wschodnich wybrzeży USA (włącznie z Florydą) oraz w Ameryce Środkowej (w tym na wyspach Karaibów); sporadycznie zimuje na pacyficznym wybrzeżu USA.

## Status
IUCN uznaje lasówkę kasztanowogłową za gatunek najmniejszej troski (LC, Least Concern) nieprzerwanie od 1988 (stan w 2020). Organizacja Partners in Flight szacuje liczebność populacji na 13 milionów dorosłych osobników.